# 北木仓工作室
北木仓工作室是西山居成立的專注第一人称射击游戏開發的遊戲工作室，代表作為《自由禁区》。

## 歷史
2014年西山居制定「一南一北一剑一枪」的發展戰略，並成立「北木倉工作室」專注於第一人稱射擊遊戲（FPS遊戲）的開發，英文名為，寓意西山居在北方開闢新戰場。工作室成員源於中國大陸、德國、美國、韓國等地，主力開發的遊戲名為網絡FPS遊戲《自由禁区》（英語：Extopia），《自由禁区》的遊戲製作人為姜长嵩，他過去就是金山軟件旗下專注於第一人稱射擊遊戲的鲸彩工作室製作人，姜长嵩以過去鲸彩的經驗，組建了北木倉工作室。2015年韓國國際遊戲展示會上，北木倉工作室和《自由禁区》首次曝光，並在展會上展示了遊戲的捏臉玩法。2017年，西山居將旗下第一人稱射擊遊戲整合為一個品牌「西山居槍戰」並成立FPS事業部統一管理北木倉工作室等研發團隊。整合之後，北木倉工作室參與到西山居槍戰品牌下四款FPS遊戲的開發之中，除了《自由禁区》，還有《反恐行动》《小米枪战》《反恐行动：枪缘》三部作品。7月14日，《自由禁区》展開測試，2019年3月21日，遊戲停止運營。